# ديك تشيني
ريتشارد بروس «ديك» تشيني (بالإنجليزية: Dick Cheney) (ولد في 30 يناير 1941) هو سياسي ورجل أعمال أمريكي كان نائب رئيس الولايات المتحدة السادس والأربعين في الفترة من 2001 إلى 2009 ضمن فترتي حكم الرئيس جورج دبليو بوش.
ولد تشيني في لينكون عاصمة ولاية نبراسكا، ونشأ في مدينتي سامنر، نبراسكا، وكاسبر، وايومنغ. ودخل جامعة ييل ثم جامعة وايومنغ، ونال من الأخيرة درجة البكالوريوس والماجستير في العلوم السياسية. بدأ حياته السياسية كمتدرب لدى عضو الكونغرس وليام شتايغر، وشق طريقه إلى البيت الأبيض خلال زمن ولاية الرئيسين نيكسون وفورد، حيث شغل منصب رئيس الأركان في البيت الأبيض في الفترة من عام 1975 إلى 1977. وفي عام 1978، تم انتخاب تشينى في مجلس النواب الأمريكي الذي يمثل منطقة الكونجرس في وايومنغ من عام 1979 إلى عام 1989؛ أعيد انتخابه خمس مرات، وعمل لفترة وجيزة كزعيم الأقلية في المجلس في عام 1989. تم اختيار تشيني ليكون وزير الدفاع خلال رئاسة جورج بوش الأب، وشغل المنصب لأغلب فترة ولاية بوش من عام 1989 إلى 1993. وخلال فترة عمله في وزارة الدفاع، أشرف تشيني على عملية عاصفة الصحراء عام 1991، من بين إجراءات أخرى. ترك تشيني منصبه في عهد الرئيس كلينتون وأصبح بعدها المدير التنفيذي لشركة هاليبرتون في الفترة من عام 1995 إلى 2000.
وفي يوليو عام 2000 اختير تشيني من قبل المرشح الجمهوري للرئاسة جورج دبليو بوش ليكون نائبه في انتخابات عام 2000. هزم بوش وتشيني خصومهم الديمقراطيين، نائب الرئيس وقتها آل جور والسيناتور جو ليبرمان. في عام 2004، أعيد انتخاب تشينى لفترة الثانية نائب للرئيس، وهزم زميله السيناتور جون كيري والسناتور جون إدواردز. لعب نائب الرئيس تشينى دورا رائدا وراء الكواليس في إدارة جورج دبليو بوش وردها على هجمات 11 سبتمبر وتنسيق الحرب على الإرهاب في العالم. كان من أوائل المؤيدين لحرب العراق ودافع عن سجل الإدارة في مكافحة الإرهاب. أصبح على خلاف مع الرئيس بوش في موقفه ضد زواج المثليين في عام 2004. وكثيرا ما تم انتقاد تشيني عن سياسات إدارة بوش فيما يتعلق بالحملة ضد الإرهاب، وعمليات التنصت من قبل وكالة الأمن القومي (NSA)، وما يسمى أساليب الاستجواب المعزز.
في عام 2011، نشر تشيني مذكراته بعنوان «في زمني: مذكرات شخصية وسياسية»، وكتبها مع ابنته ليز تشيني، وفي عام 2015، نشر كتاب آخر بعنوان «استثنائي: لماذا يحتاج العالم إلى أمريكا قوية»، واشترك في تأليفه مرة أخرى مع ابنته. واستشهد به عدة مرات بوصفه أقوى نائب رئيس في التاريخ الأميركي. وفي الوقت نفسه كان من بين أقل السياسيين شعبية في تاريخ الولايات المتحدة: كان معدل الاستحسان الخاص به عند تركه منصبه هو 13٪ فقط.

## بداية حياته وتعليمه
وُلد «ديك تشيني» في لينكولن، نبراسكا، وهو ابن «مارجوري لورين» (ني ديكي) و«ريتشارد هربرت تشيني». في الغالب، هو من أصل إنجليزي وكذلك ويلزي وفرنسي هوغونوتيوني. هاجر جد تشيني الثامن، «ويليام تشيني»، من إنجلترا إلى ماساتشوستس في القرن السابع عشر. تشيني هو ابن عم بعيد لكل من «هاري ترومان» و«باراك أوباما». يشترك الثلاثة في سلف مشترك في «مارين دوفال»، وهو رجل هوغونوتيوني هرب من فرنسا إلى إنجلترا في القرن السابع عشر واستقر بعد ذلك في ولاية ماريلاند. كان والده وكيلًا للحفاظ على التربة في وزارة الزراعة الأمريكية وكانت والدته نجمةً في رياضة الكرة اللينة في ثلاثينيات القرن الماضي؛ كان تشيني أحد الأطفال الثلاثة لوالديه.
التحق تشيني بمدرسة كالفيرت الابتدائية قبل أن تنتقل عائلته إلى كاسبر، وايومنغ، حيث التحق بمدرسة مقاطعة ناترونا الثانوية. التحق بجامعة ييل، ولكنه واجه وفقًا لكلامه مشاكل في التكيف مع الآخرين في الكلية، قبل انسحابه من الجامعة في نهاية المطاف. كان البروفيسور «إتش. برادفورد ويسترفيلد» من بين المعلمين المؤثرين من أيامه في نيوهافن، إذ نسب تشيني له عدة مرات مساعدته في صياغة أسلوبه في السياسة الخارجية. التحق بعد ذلك بجامعة وايومنغ، حيث حصل على درجتي البكالوريوس في الآداب والماجستير في العلوم السياسية. بدأ بعد ذلك، لكنه لم يكمل، دراسات الدكتوراه في جامعة ويسكونسن ماديسون.
في نوفمبر 1962، في عامه الحادي والعشرين، أدين تشيني بالقيادة تحت تأثير الكحول (دي دبليو آي). اعتُقل لقيامة بنفس الجريمة مرة أخرى في العام التالي. قال تشيني هذين الاعتقالين جعلاه «يفكر في الحال الذي كنت فيه وإلى أين سيقودني. كنت متجهًا إلى طريق سيئ إذا واصلت السير في هذا المسار.»
في عام 1964، تزوج تشيني من «لين فنسنت»، حبيبته من المدرسة الثانوية، التي التقى بها لأول مرة في الرابعة عشرة من عمره.
عندما أصبح تشيني مؤهلًا للالتحاق بالخدمة العسكرية الإلزامية (التجنيد الإلزامي)، خلال حرب فيتنام، تقدم بطلب للحصول على خمس تأجيلات لالتحاقه. في عام 1989، أجرى «جورج سي. ويلسون»، كاتب في صحيفة «واشنطن بوست»، مقابلة مع تشيني قبل أن يصبح وزيرًا للدفاع. عندما سُئل عن تأجيلاته، قال تشيني وفقًا للتقارير: «كانن لدي أولويات أخرى في الستينات غير الخدمة العسكرية.» شهد تشيني خلال جلسات تأكيده كوزير دفاع عام 1989 على أنه طلب التأجيلات لإنهاء دراسته في الكلية التي استمرت ست سنوات بدلًا من أربع سنوات، بسبب أدائه الأكاديمي المنخفض وحاجته للعمل لدفع تكاليف تعليمه. بعد تخرجه، أصبح تشيني مؤهلًا للالتحاق بالخدمة العسكرية الإلزامية، ولكن في ذلك الوقت، لم يكن «نظام الخدمة الانتقائية» يُجند الرجال المتزوجين. في 6 أكتوبر 1965، أصبحت الخدمة العسكرية الإلزامية تشمل الرجال المتزوجين بدون أطفال؛ وُلدت ابنة تشيني الأولى، «إليزابيث»، بعد 9 أشهر ويومين بعد ذلك. منح التأجيل الخامس والأخير لتشيني وضع «إيه 3»، وهو تأجيل «بدل مشقة» مُتاح للرجال الذين يُعال بهم. في يناير1967، بلغ تشيني عامه السادس والعشرين ولم يعد مؤهلًا للخدمة العسكرية الإلزامية.
في عام 1966، انسحب تشيني من برنامج الدكتوراه في جامعة ويسكونسن للعمل كمساعد للموظفين لحاكم الولاية «وارن نولز».
في عام 1968، حصل تشيني على زمالة في الكونغرس من «جمعية العلوم السياسية الأمريكية» وانتقل إلى واشنطن.

## وصلات خارجية
- ديك تشيني على موقع IMDb (الإنجليزية)
- ديك تشيني على موقع الموسوعة البريطانية (الإنجليزية)
- ديك تشيني على موقع مونزينجر (الألمانية)
- ديك تشيني على موقع ميوزك برينز (الإنجليزية)
- ديك تشيني على موقع إن إن دي بي (الإنجليزية)
- ديك تشيني على موقع قاعدة بيانات الفيلم (الإنجليزية)
- ديك تشيني على موقع كينوبويسك (الروسية)

| سبقه آل جور | نائب رئيس الولايات المتحدة 2001-2009 | تبعه جو بايدن |